# Petya Pendareva
Petya Pendareva (en bulgare : Петя Москова Пендарева), née le 20 janvier 1971 à Kazanlak et morte le 7 janvier 2025, est une athlète bulgare pratiquant le sprint.

## Biographie
Elle remporte une médaille d'argent au championnat d'Europe d'athlétisme en salle à Gand, en 2000. Elle a souvent obtenu la 6e place au 100m.

### Palmarès
| Date | Compétition                    | Lieu         | Résultat | Épreuve   | Performance |
| ---- | ------------------------------ | ------------ | -------- | --------- | ----------- |
| 1994 | Championnats d'Europe          | Helsinki     | 6e       | 100 m     | 11 s 41     |
| 1994 | Championnats d'Europe          | Helsinki     | 3e       | 4 × 100 m | 43 s 00     |
| 1998 | Championnats d'Europe          | Budapest     | 6e       | 100 m     | 11 s 12     |
| 1998 | Coupe du monde des nations     | Johannesburg | 7e       | 4 × 100 m | 43 s 70     |
| 1999 | Championnats du monde en salle | Maebashi     | 6e       | 60 m      | 7 s 12      |
| 2000 | Championnats d'Europe en salle | Gand         | 2e       | 60 m      | 7 s 11      |
| 2001 | Championnats du monde en salle | Lisbonne     | 6e       | 60 m      | 7 s 16      |

### Records
| Épreuve              | Performance | Lieu                         | Date                      |
| -------------------- | ----------- | ---------------------------- | ------------------------- |
| 60 mètres (en salle) | 7 s 04      | Lisbonne                     | 11 mars 2001              |
| 100 mètres           | 11 s 12     | Budapest Königs Wusterhausen | 19 août 1998 30 août 1998 |
| 200 mètres           | 22 s 78     | Sofia                        | 1er août 1993             |